# Francisco Nagem
Francisco Nagem Torres (Rio de Janeiro, 18 de setembro de 1939 – Rio de Janeiro, 24 de outubro de 2017) foi um ator brasileiro.

## Biografia
Francisco Nagem Torres, carioca de nascimento e criação, era filho de Adherbal Monteiro Torres e Nazareth Negem Torres, de ascendência libanesa.
O ator foi participante efetivo do Teatro Rural do Estudante desde 1958. O grupo do qual fez parte, cujo talento despertou a admiração da engenheira Drª. Elza Pinho Osborne, recebeu de presente a construção de um teatro de arena, o qual mais tarde merecidamente ganhou seu nome, tendo Francisco Nagem como um dos fundadores. Este teatro também é conhecido como “Teatro de Arena Elza Osborne”, ou “Lona Cultural Elza Osborne”, a primeira do Rio. Nagem desenvolveu uma longa carreira de ator e produtor, no cinema, no teatro e na televisão.
Francisco Nagem iniciou sua vida artística profissional nos palcos e seu maior sucesso no teatro foi na peça Os Veranistas em 1978, ao lado de Ítalo Rossi.
No cinema atuou no filme O Barão Otelo no Barato dos Bilhões, em que figura no elenco Pelé.
Na televisão esteve nas novelas Verão Vermelho (1970), Escalada (1975), Vejo a Lua No Céu (1976), Dancin' Days (1978-1979), Louco Amor (1983), Selva de Pedra (1986), Sassaricando (1987) e na minissérie Memorial de Maria Moura (1994). Seu último papel na telinha foi o Cerqueira em Paraíso Tropical (2007). Todos esses trabalhos foram realizados na Globo.
O personagem mais lembrado pelo público é o sovina Elias, do Sítio do Picapau Amarelo, baseado na obra do escritor Monteiro Lobato. Ele viveu o personagem entre 1978 a 1986.
Francisco Nagem era casado com Helenice Mendonça Martins Nagem, desde 1970, e tinha duas filhas.
Ele faleceu em 24 de outubro de 2017, aos 78 anos. Residia, então, no bairro do Campo Grande. Era um dos diretores do Teatro de Arena da cidade.
Em março de 2016, Nagem reapareceu na televisão, no programa Domingo Show, da Record, para uma reunião dos remanescentes do antigo elenco do Sítio organizada pelo apresentador Geraldo Luís.

## Filmografia

### Cinema
| Ano  | Título                               |
| ---- | ------------------------------------ |
| 1967 | Perpétuo Contra o Esquadrão da Morte |
| 1971 | O Barão Otelo no Barato dos Bilhões  |
| 1974 | O Filho do Chefão                    |
| 1976 | As Aventuras Amorosas de um Padeiro  |
| 1989 | Lili, a Estrela do Crime             |

### Televisão
| Ano         | Título                   | Papel                                   |
| ----------- | ------------------------ | --------------------------------------- |
| 1970        | Verão Vermelho           |                                         |
| 1975        | Escalada                 | Felicio                                 |
| 1976        | Vejo a Lua no Céu        | Manoel                                  |
| 1978 - 1986 | Sítio do Picapau Amarelo | Seu Elias Turco                         |
| 1978 - 1979 | Dancing Days             |                                         |
| 1983        | Louco Amor               |                                         |
| 1986        | Sinhá Moça               | escravocrata aliado do Barão de Araruna |
| 1986        | Selva de Pedra           | Maneco (Manuel Lima)                    |
| 1987        | Sassaricando             | Locatário                               |
| 1994        | Memorial de Maria Moura  | Dono do Armazém                         |
| 2007        | Paraíso Tropical         | Cerqueira                               |
| 2007        | Sete Pecados             |                                         |

### Teatro
| Ano  | Título        | Papel       |
| ---- | ------------- | ----------- |
| 1971 | As Hienas     | Bilheteiro  |
| 1978 | Os Veranistas | Poustobaika |